# Buttons and Bows
Buttons and Bows ist ein Lied aus dem Soundtrack der US-amerikanischen Westernkomödie Sein Engel mit den zwei Pistolen. Das von Jay Livingston komponierte und Ray Evans getextete Lied wurde 1947 veröffentlicht. Geschrieben wurde es für den vorgenannten Film mit Bob Hope und Jane Russell. Im Film wird es von Bob Hope, ebenso wie von Jane Russell gesungen. Es wurde 1949 mit dem Oscar in der Kategorie „Bester Song“ ausgezeichnet. Ursprünglich war es für einen anderen Film vorgesehen, was sich zerschlug, woraufhin es noch einmal verändert wurde, um dann Verwendung im vorgenannten Film zu finden. In den Radioprogrammen hörte man es in der Zeit nach seinem Erscheinen von vielen verschiedenen Interpreten. In dem Fortsetzungsfilm zu Sein Engel mit den zwei Pistolen, Bleichgesicht Junior von 1952, wiederum mit Bob Hope und Jane Russell und erstmals Roy Rogers, wurde das Lied ebenfalls gesungen. Livingston und Evans waren das „große“ Songwriterpaar in den 1940er- und 1950er-Jahren in Hollywood. 
Im Jahr 2004 war das Lied auf Platz 87 unter den AFI 100 Years ... 100 Songs gelistet. 

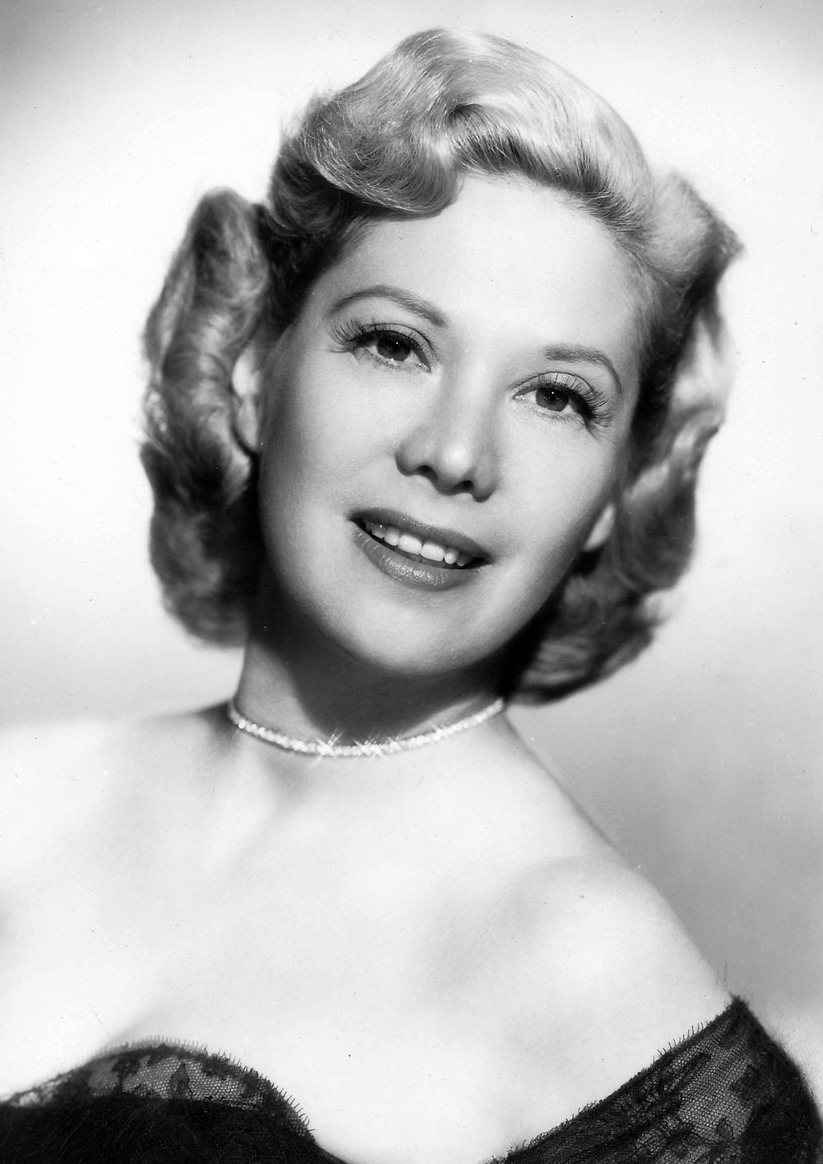
Dinah Shore (1951), die am erfolgreichsten mit dem Song war

## Werdegang des Songs
Dinah Shore sang die beliebteste und auch erfolgreichste Version des Liedes, aufgezeichnet im Jahr 1947, und landete damit im darauffolgenden Jahr in den Charts. The Dinning Sisters, Betty Jane Rhodes, Evelyn Ritter und Betty Garrett coverten den Song im selben Jahr. Des Weiteren wurde das Lied von Gene Autry und Geraldo und seinem Orchester aufgenommen. 
Die Version von Dinah Shore wurde am 30. November 1947 aufgenommen und von Columbia veröffentlicht. Ihre Version erreichte erstmals im September 1948 Platz 1 in den Billboard-Charts und hielt sich 25 Wochen darin. Außerdem war Shore mit dem Lied in weiteren Ländern an der Spitze der Hitlisten.
Die Version der Dinning Sisters wurde am 29. Dezember 1947 aufgenommen und von Capitol veröffentlicht. Im Oktober 1948 war diese Version auf Platz 5 der Billboard Charts gelistet und hielt sich insgesamt 16 Wochen in der Highscore-Liste. Betty Garrett nahm ihre Version am 29. Dezember 1947 auf, veröffentlicht von MGM Records, und erreichte im November 1948 als besten Platz Position 27; zwei Wochen hielt sie sich in den Billboard-Charts. Betty Jane Rhodes’ in Zusammenarbeit mit RCA Victor Records entstandene Version erreichte im November 1948 Platz 9 in den Billboard-Charts und hielt sich neun Wochen in der Rangliste. Evelyn Ritter nahm ihre Version am 29. November 1947 auf, veröffentlicht von Decca Records und landete im November 1948 auf Platz 14 der Billboard-Charts, in denen sie sich acht Wochen halten konnte. Art Mooney, der den Song ebenfalls aufnahm, war 1948 auf Platz 8 der US-Billboard-Charts gelistet und verblieb 11 Wochen in den Charts.
Gene Autry nahm seine Version im Dezember 1947 auf, veröffentlicht wurde sie von Columbia. Er erreichte Platz 1 der Charts in Australien und verblieb zwölf Wochen in der Liste, in den US-Billboard-Charts war er drei Wochen gelistet. Bob Hope und The Clark Sisters zogen am 14. Oktober 1948 nach und nahmen ihre Version bei Capitol auf. Hope war mit seiner Version 1948 zwölf Wochen auf Platz 1 in Australien und drei Wochen auf Platz 17 der US-Billboard-Charts.  Die Version von Geraldo und seinem Orchester mit dem Gesang von Doreen Lundy wurde am 10. November 1948 aufgenommen und von Parlophone veröffentlicht. Eine weitere Version aus dem Jahr 1948 existiert von Evelyn Knight. In der Bob Hope-Show von 1948 parodierten Bing Crosby und Doris Day das Lied. Bing Crosby nahm den Song 1948 allerdings auch gesondert auf.
Connie Francis coverte das Lied im April 1962. Sie nahm ihre Version bei RCA in den Italiana Studios in Rom auf. Auch Tommy Bruce steuerte 1962 seine Version zu Buttons and Bows bei. Die Countrysängerin Lynn Anderson sang das Lied in der Lawrence Welk-Show. Gisele MacKenzie und Miyoshi Umeki boten ebenfalls eine Version des Liedes an. Bob Hope sang Buttons and Bows 1987/1988 zusammen mit Dolly Parton. 
In der Zeit seines Erscheinens versuchten sich weitere mehr oder minder berühmte Künstler an dem Lied, ohne damit jedoch besonders hervorzustechen. Außerdem fand das Lied in verschiedene US-amerikanische Serien Eingang sowie in US-amerikanische Werbespots. 

## Auszeichnung
Oscarverleihung 1949: Oscar für Jay Livingston und Ray Evans in der Kategorie „Bester Song“